# Superlega 2019–2020
Superlega 2019–2020 var den 75:e upplagan av tävlingen, som utser de italienska mästarna i volleyboll på herrsidan. Turneringen spelades 19 oktober 2019 till 7 mars 2020, då den avbröts p.g.a. Covid-19-pandemin. I turneringen deltog tretton lag. Ingen mästare utsågs.. Nimir Abdel-Aziz var främsta poängvinnare med 458 bollpooäng.

## Regelverk

### Format
Lagen skulle spelat en grundserie med hemma- och bortamatcher. De åtta bästa lagen skulle gått vidare till slutspel där kvartsfinalerna skulle spelats i bäst av tre matcher och semifinalerna och finalen skulle spelats i bäst av fem matcher. De två sista lagen skulle ha blivit nedflyttade till Serie A2.
På grund av Covid-19-pandemin avbröts spelet den 9 mars och den 8 april 2020 beslutade FIPAV att serie skulle avslutas utan att något lag skulle bli mästare.

### Metod för att bestämma tabellplacering
Om slutresultatet blev 3-0 eller 3-1 tilldelades 3 poäng till det vinnande laget och 0 till det förlorande laget, om slutresultatet blev 3-2 tilldelades 2 poäng till det vinnande laget och 1 till det förlorande laget.
Lagens position i respektive grupp bestämdes utifrån (i tur och ordning):
- Poäng;
- Antal vunna matcher
- Kvot vunna/förlorade set
- Kvot vunna/förlorade bollpoäng.

## Deltagande lag
I serien deltog 13 lag. Nyuppflyttade från Serie A2 var You Energy Volley.
| Klubb                            | Stad     | Hemmaplan              | Föregående säsong                                       |
| -------------------------------- | -------- | ---------------------- | ------------------------------------------------------- |
| Argos Volley                     | Sora     | PalaCoccia             | 9:a i Superlega                                         |
| BluVolley Verona                 | Verona   | PalaOlimpia            | 6:a i Superlega; kvartsfinal i slutspelet               |
| Callipo Sport                    | Maierato | PalaCalafiore          | 12:a i Superlega                                        |
| AS Volley Lube                   | Treia    | PalaCivitanova         | 3:a i Superlega; Italiensk mästare                      |
| Volley Milano                    | Milano   | Palazzetto dello Sport | 8:a i Superlega; kvartsfinal i slutspelet               |
| Modena Volley                    | Modena   | PalaPanini             | 4:a i Superlega; semifinal i slutspelet                 |
| Pallavolo Padova                 | Padova   | PalaSanLazzaro         | 7:a i Superlega; kvartsfinal i slutspelet               |
| Grupp Sportivo Porto Robur Costa | Ravenna  | PalaDeAndré            | 10:a i Superlega                                        |
| Powervolley Milano               | Milano   | Palalido               | 5:a i Superlega; kvartsfinal i slutspelet               |
| Sir Safety Perugia               | Perugia  | PalaEvangelisti        | 1:a i Superlega; final i slutspelet                     |
| Top Volley Latina                | Latina   | Palazzetto dello Sport | 11:a i Superlega                                        |
| Trentino Volley                  | Trento   | PalaTrento             | 2:a i Superlega; semifinal i slutspelet                 |
| You Energy Volley                | Piacenza | PalaBanca              | 1:a i Serie A2 (grupp blu); vinnare uppflyttningsspelet |

## Turneringen

### Grundserien

#### Resultat
| Första omgången               |                                        |     |                                   |
|                               |                                        |     |                                   |
| Lag som inte spelade: Callipo |                                        |     |                                   |
| 20-10                         | Lube - You Energy                      | 3-0 | 26-24, 27-25, 25-20               |
| 20-10                         | Modena - Padova                        | 3-0 | 25-21, 25-19, 25-15               |
| 20-10                         | BluVolley Verona - Argos               | 3-0 | 25-19, 25-20, 25-17               |
| 19-10                         | Milano - Powervolley Milano            | 0-3 | 22-25, 27-29, 21-25               |
| 20-10                         | Porto Robur Costa - Trentino           | 0-3 | 26-28, 15-25, 21-25               |
| 20-10                         | Top Volley Latina - Sir Safety Perugia | 2-3 | 27-29, 29-27, 22-25, 25-18, 14-16 |

| Andra omgången                          |                                       |     |                            |
|                                         |                                       |     |                            |
| Lag som inte spelade: Top Volley Latina |                                       |     |                            |
| 27-10                                   | Sir Safety Perugia - BluVolley Verona | 3-0 | 25-16, 25-20, 25-18        |
| 27-10                                   | Trentino - Milano                     | 3-0 | 25-20, 25-16, 25-21        |
| 27-10                                   | Powervolley Milano - Lube             | 0-3 | 22-25, 15-25, 20-25        |
| 27-10                                   | Padova - Callipo                      | 3-0 | 26-24, 25-23, 25-23        |
| 27-10                                   | Argos - Porto Robur Costa             | 1-3 | 16-25, 27-29, 25-18, 17-25 |
| 26-10                                   | You Energy - Modena                   | 0-3 | 24-26, 21-25, 18-25        |

| Tredje omgången              |                                        |     |                                   |
|                              |                                        |     |                                   |
| Lag som inte spelade: Padova |                                        |     |                                   |
| 07-11                        | Lube - Top Volley Latina               | 3-1 | 28-26, 25-15, 23-25, 25-23        |
| 07-11                        | Modena - Argos                         | 3-0 | 25-10, 25-18, 25-15               |
| 03-11                        | BluVolley Verona - You Energy          | 3-2 | 25-22, 25-27, 25-23, 18-25, 15-13 |
| 06-11                        | Milano - Sir Safety Perugia            | 2-3 | 19-25, 25-19, 18-25, 25-20, 16-18 |
| 07-11                        | Porto Robur Costa - Powervolley Milano | 0-3 | 25-27, 16-25, 20-25               |
| 06-11                        | Callipo - Trentino                     | 1-3 | 16-25, 25-21, 18-25, 22-25        |

| Fjärde omgången            |                                         |     |                                   |
|                            |                                         |     |                                   |
| Lag som inte spelade: Lube |                                         |     |                                   |
| 24-10                      | Sir Safety Perugia - Powervolley Milano | 0-3 | 19-25, 21-25, 22-25               |
| 09-11                      | Trentino - BluVolley Verona             | 3-2 | 25-22, 25-22, 21-25, 19-25, 16-14 |
| 10-11                      | Argos - Padova                          | 0-3 | 21-25, 23-25, 15-25               |
| 10-11                      | Porto Robur Costa - Modena              | 0-3 | 20-25, 17-25, 16-25               |
| 10-11                      | Top Volley Latina - Milano              | 3-2 | 18-25, 25-23, 19-25, 25-15, 15-11 |
| 10-11                      | You Energy - Callipo                    | 3-2 | 25-18, 25-18, 20-25, 36-38, 15-10 |

| Femte omgången                           |                             |     |                            |
|                                          |                             |     |                            |
| Lag som inte spelade: Powervolley Milano |                             |     |                            |
| 13-11                                    | Trentino - You Energy       | 3-1 | 25-20, 25-21, 19-25, 25-14 |
| 13-11                                    | Modena - Top Volley Latina  | 3-0 | 25-22, 25-14, 28-26        |
| 13-11                                    | BluVolley Verona - Lube     | 0-3 | 22-25, 16-25, 19-25        |
| 14-11                                    | Padova - Sir Safety Perugia | 1-3 | 17-25, 25-19, 21-25, 18-25 |
| 13-11                                    | Milano - Porto Robur Costa  | 3-1 | 17-25, 25-20, 25-19, 25-22 |
| 13-11                                    | Callipo - Argos             | 0-3 | 14-25, 22-25, 25-27        |

| Sjätte omgången             |                                       |     |                                   |
|                             |                                       |     |                                   |
| Lag som inte spelade: Argos |                                       |     |                                   |
| 17-11                       | Sir Safety Perugia - Callipo          | 3-0 | 25-17, 25-17, 25-17               |
| 17-11                       | Lube - Modena                         | 3-0 | 25-19, 25-20, 25-18               |
| 17-11                       | Powervolley Milano - Trentino         | 1-3 | 25-18, 24-26, 18-25, 21-25        |
| 17-11                       | Padova - BluVolley Verona             | 0-3 | 19-25, 17-25, 21-25               |
| 17-11                       | Top Volley Latina - Porto Robur Costa | 0-3 | 20-25, 23-25, 17-25               |
| 17-11                       | You Energy - Milano                   | 3-2 | 17-25, 25-17, 15-25, 25-22, 15-12 |

| Sjunde omgången              |                                 |     |                                   |
|                              |                                 |     |                                   |
| Lag som inte spelade: Milano |                                 |     |                                   |
| 20-11                        | Trentino - Padova               | 2-3 | 25-20, 20-25, 19-25, 25-23, 19-21 |
| 20-11                        | Powervolley Milano - Modena     | 0-3 | 27-29, 28-30, 20-25               |
| 20-11                        | Argos - Top Volley Latina       | 1-3 | 20-25, 22-25, 25-23, 23-25        |
| 21-11                        | Porto Robur Costa - Lube        | 2-3 | 22-25, 24-26, 25-18, 25-22, 11-15 |
| 20-11                        | Callipo - BluVolley Verona      | 3-0 | 25-17, 25-18, 25-20               |
| 20-11                        | You Energy - Sir Safety Perugia | 0-3 | 22-25, 22-25, 17-25               |

| Åttonde omgången                 |                                        |     |                            |
|                                  |                                        |     |                            |
| Lag som inte spelade: You Energy |                                        |     |                            |
| 24-11                            | Sir Safety Perugia - Porto Robur Costa | 3-0 | 25-14, 25-18, 25-18        |
| 24-11                            | Modena - Trentino                      | 3-1 | 22-25, 25-23, 25-22, 25-21 |
| 24-11                            | BluVolley Verona - Milano              | 0-3 | 21-25, 19-25, 21-25        |
| 23-11                            | Padova - Top Volley Latina             | 3-1 | 25-20, 25-15, 18-25, 25-22 |
| 24-11                            | Argos - Powervolley Milano             | 1-3 | 26-24, 18-25, 17-25, 18-25 |
| 24-11                            | Callipo - Lube                         | 1-3 | 27-25, 18-25, 17-25, 21-25 |

| Nionde omgången              |                                      |     |                                   |
|                              |                                      |     |                                   |
| Lag som inte spelade: Modena |                                      |     |                                   |
| 27-11                        | Sir Safety Perugia - Argos           | 3-0 | 25-15, 25-21, 25-19               |
| 27-11                        | Lube - Milano                        | 3-1 | 25-16, 25-21, 18-25, 25-23        |
| 04-12                        | Powervolley Milano - Callipo         | 3-1 | 22-25, 25-17, 25-19, 25-18        |
| 27-11                        | Porto Robur Costa - BluVolley Verona | 3-1 | 25-21, 25-23, 20-25, 25-19        |
| 27-11                        | Top Volley Latina - Trentino         | 1-3 | 26-28, 18-25, 25-19, 22-25        |
| 28-11                        | You Energy - Padova                  | 3-2 | 25-22, 29-31, 28-26, 28-30, 15-11 |

| Tionde omgången                          |                                      |     |                                   |
|                                          |                                      |     |                                   |
| Lag som inte spelade: Sir Safety Perugia |                                      |     |                                   |
| 22-12                                    | Trentino - Lube                      | 1-3 | 27-29, 25-17, 14-25, 20-25        |
| 01-12                                    | BluVolley Verona - Top Volley Latina | 3-1 | 25-23, 15-25, 25-14, 25-20        |
| 01-12                                    | Padova - Powervolley Milano          | 3-2 | 25-22, 21-25, 19-25, 25-22, 15-10 |
| 01-12                                    | Milano - Modena                      | 1-3 | 15-25, 15-25, 26-24, 22-25        |
| 01-12                                    | Argos - You Energy                   | 2-3 | 15-25, 25-23, 25-23, 21-25, 14-16 |
| 01-12                                    | Callipo - Porto Robur Costa          | 2-3 | 20-25, 25-22, 21-25, 25-22, 13-15 |

| Elfte omgången                 |                                 |     |                                   |
|                                |                                 |     |                                   |
| Lag som inte spelade: Trentino |                                 |     |                                   |
| 10-11                          | Lube - Sir Safety Perugia       | 3-1 | 28-26, 25-20, 24-26, 25-22        |
| 08-12                          | Modena - BluVolley Verona       | 2-3 | 23-25, 17-25, 31-29, 25-19, 13-15 |
| 08-12                          | Powervolley Milano - You Energy | 3-1 | 25-20, 21-25, 25-21, 25-22        |
| 07-12                          | Milano - Argos                  | 3-0 | 25-22, 25-15, 25-15               |
| 08-12                          | Porto Robur Costa - Padova      | 3-0 | 25-18, 25-18, 25-19               |
| 08-12                          | Top Volley Latina - Callipo     | 2-3 | 22-25, 26-28, 25-18, 25-23, 15-17 |

| Tolfte omgången                        |                                        |     |                                   |
|                                        |                                        |     |                                   |
| Lag som inte spelade: BluVolley Verona |                                        |     |                                   |
| 15-12                                  | Sir Safety Perugia - Modena            | 3-1 | 25-21, 18-25, 25-20, 25-19        |
| 15-12                                  | Powervolley Milano - Top Volley Latina | 3-1 | 25-18, 24-26, 25-17, 25-22        |
| 15-12                                  | Padova - Lube                          | 0-3 | 12-25, 20-25, 18-25               |
| 15-12                                  | Argos - Trentino                       | 0-3 | 20-25, 21-25, 16-25               |
| 15-12                                  | Callipo - Milano                       | 3-2 | 25-21, 18-25, 25-16, 23-25, 15-11 |
| 14-12                                  | You Energy - Porto Robur Costa         | 3-2 | 22-25, 25-21, 19-25, 25-22, 18-16 |

| Trettonde omgången                      |                                       |     |                                   |
|                                         |                                       |     |                                   |
| Lag som inte spelade: Porto Robur Costa |                                       |     |                                   |
| 01-12                                   | Trentino - Sir Safety Perugia         | 1-3 | 21-25, 25-20, 19-25, 23-25        |
| 23-10                                   | Lube - Argos                          | 3-0 | 25-18, 25-23, 25-23               |
| 22-12                                   | Modena - Callipo                      | 3-1 | 25-23, 25-19, 21-25, 25-10        |
| 22-12                                   | BluVolley Verona - Powervolley Milano | 1-3 | 23-25, 19-25, 25-17, 17-25        |
| 21-12                                   | Milano - Padova                       | 3-2 | 25-20, 25-23, 19-25, 23-25, 18-16 |
| 22-12                                   | Top Volley Latina - You Energy        | 3-2 | 25-22, 21-25, 19-25, 25-18, 15-8  |

| Fjortonde omgången            |                                        |     |                            |
|                               |                                        |     |                            |
| Lag som inte spelade: Callipo |                                        |     |                            |
| 26-12                         | You Energy - Lube                      | 0-3 | 20-25, 15-25, 13-25        |
| 26-12                         | Padova - Modena                        | 3-1 | 25-23, 22-25, 25-19, 25-23 |
| 26-12                         | Argos - BluVolley Verona               | 1-3 | 20-25, 24-26, 25-21, 11-25 |
| 26-12                         | Powervolley Milano - Milano            | 3-0 | 25-20, 25-21, 28-26        |
| 25-12                         | Trentino - Porto Robur Costa           | 3-1 | 21-25, 30-28, 25-19, 25-21 |
| 26-12                         | Sir Safety Perugia - Top Volley Latina | 3-1 | 24-26, 25-17, 25-21, 25-22 |

| Femtonde omgången                       |                                       |     |                                   |
|                                         |                                       |     |                                   |
| Lag som inte spelade: Top Volley Latina |                                       |     |                                   |
| 16-01                                   | BluVolley Verona - Sir Safety Perugia | 2-3 | 16-25, 27-25, 25-18, 18-25, 10-15 |
| 16-01                                   | Milano - Trentino                     | 0-3 | 19-25, 29-31, 21-25               |
| 16-01                                   | Lube - Powervolley Milano             | 2-3 | 23-25, 25-18, 25-13, 23-25, 10-15 |
| 21-02                                   | Callipo - Padova                      | 3-1 | 24-26, 25-20, 25-22, 25-23        |
| 15-01                                   | Porto Robur Costa - Argos             | 3-2 | 25-19, 21-25, 21-25, 25-23, 15-10 |
| 16-01                                   | Modena - You Energy                   | 3-0 | 25-21, 33-31, 25-23               |

| Sextonde omgången            |                                        |     |                            |
|                              |                                        |     |                            |
| Lag som inte spelade: Padova |                                        |     |                            |
| 19-01                        | Top Volley Latina - Lube               | 1-3 | 25-23, 19-25, 17-25, 22-25 |
| 19-01                        | Argos - Modena                         | 0-3 | 13-25, 19-25, 20-25        |
| 19-01                        | You Energy - BluVolley Verona          | 3-1 | 25-23, 26-24, 20-25, 25-15 |
| 19-01                        | Sir Safety Perugia - Milano            | 3-0 | 25-18, 25-17, 25-21        |
| 19-01                        | Powervolley Milano - Porto Robur Costa | 3-0 | 25-18, 25-20, 25-18        |
| 19-01                        | Trentino - Callipo                     | 3-1 | 25-23, 25-23, 13-25, 25-21 |

| Sjuttonde omgången         |                                         |     |                            |
|                            |                                         |     |                            |
| Lag som inte spelade: Lube |                                         |     |                            |
| 26-01                      | Powervolley Milano - Sir Safety Perugia | 0-3 | 28-30, 19-25, 25-27        |
| -                          | BluVolley Verona - Trentino             | -   | Ej genomförd               |
| 26-01                      | Padova - Argos                          | 3-1 | 20-25, 25-14, 25-18, 25-23 |
| 26-01                      | Modena - Porto Robur Costa              | 3-0 | 25-18, 25-17, 25-18        |
| 25-01                      | Milano - Top Volley Latina              | 3-1 | 22-25, 25-19, 25-17, 25-21 |
| 25-01                      | Callipo - You Energy                    | 0-3 | 22-25, 19-25, 21-25        |

| Artonde omgången                         |                             |     |                            |
|                                          |                             |     |                            |
| Lag som inte spelade: Powervolley Milano |                             |     |                            |
| 02-02                                    | You Energy - Trentino       | 1-3 | 25-23, 22-25, 16-25, 21-25 |
| 02-02                                    | Top Volley Latina - Modena  | 1-3 | 23-25, 28-26, 13-25, 20-25 |
| 02-02                                    | Lube - BluVolley Verona     | 3-0 | 25-8, 25-14, 25-19         |
| 02-02                                    | Sir Safety Perugia - Padova | 3-1 | 25-23, 19-25, 25-20, 25-21 |
| 01-02                                    | Porto Robur Costa - Milano  | 3-1 | 25-21, 18-25, 25-20, 32-30 |
| 02-02                                    | Argos - Callipo             | 0-3 | 21-25, 19-25, 20-25        |

| Nittonde omgången           |                                       |     |                            |
|                             |                                       |     |                            |
| Lag som inte spelade: Argos |                                       |     |                            |
| 05-02                       | Callipo - Sir Safety Perugia          | 1-3 | 25-22, 21-25, 22-25, 21-25 |
| 05-02                       | Modena - Lube                         | 3-1 | 17-25, 25-19, 25-18, 25-21 |
| 05-02                       | Trentino - Powervolley Milano         | 3-1 | 19-25, 25-23, 25-22, 25-22 |
| 05-02                       | BluVolley Verona - Padova             | 0-3 | 21-25, 23-25, 20-25        |
| 05-02                       | Porto Robur Costa - Top Volley Latina | 3-1 | 25-23, 19-25, 25-23, 25-15 |
| 06-02                       | Milano - You Energy                   | 3-1 | 25-23, 25-27, 31-29, 25-23 |

| Tjugonde omgången            |                                 |     |                                   |
|                              |                                 |     |                                   |
| Lag som inte spelade: Milano |                                 |     |                                   |
| 09-02                        | Padova - Trentino               | 2-3 | 25-19, 20-25, 18-25, 30-28, 18-20 |
| 09-02                        | Modena - Powervolley Milano     | 3-0 | 27-25, 25-14, 25-19               |
| 09-02                        | Top Volley Latina - Argos       | 3-1 | 25-15, 25-23, 24-26, 25-18        |
| 09-02                        | Lube - Porto Robur Costa        | 3-0 | 25-21, 25-23, 25-19               |
| 08-02                        | BluVolley Verona - Callipo      | 3-1 | 22-25, 25-21, 28-26, 31-29        |
| 09-02                        | Sir Safety Perugia - You Energy | 3-1 | 23-25, 25-18, 25-22, 25-14        |

| Tjugoförsta omgången             |                                        |     |                                  |
|                                  |                                        |     |                                  |
| Lag som inte spelade: You Energy |                                        |     |                                  |
| 16-02                            | Porto Robur Costa - Sir Safety Perugia | 1-3 | 21-25, 25-22, 22-25, 19-25       |
| 16-02                            | Trentino - Modena                      | 1-3 | 20-25, 25-21, 25-27, 22-25       |
| 16-02                            | Milano - BluVolley Verona              | 3-2 | 25-20, 28-26, 18-25, 18-25, 15-7 |
| 16-02                            | Top Volley Latina - Padova             | 3-0 | 25-18, 27-25, 28-26              |
| 16-02                            | Powervolley Milano - Argos             | 3-1 | 25-20, 25-22, 22-25, 25-16       |
| 16-02                            | Lube - Callipo                         | 3-0 | 25-19, 25-23, 25-17              |

| Tjugoandra omgången          |                                      |   |              |
|                              |                                      |   |              |
| Lag som inte spelade: Modena |                                      |   |              |
| -                            | Argos - Sir Safety Perugia           | - | Ej genomförd |
| -                            | Milano - Lube                        | - | Ej genomförd |
| -                            | Callipo - Powervolley Milano         | - | Ej genomförd |
| -                            | BluVolley Verona - Porto Robur Costa | - | Ej genomförd |
| -                            | Trentino - Top Volley Latina         | - | Ej genomförd |
| -                            | Padova - You Energy                  | - | Ej genomförd |

| Tjugotredje omgången                     |                                      |     |                                   |
|                                          |                                      |     |                                   |
| Lag som inte spelade: Sir Safety Perugia |                                      |     |                                   |
| 08-03                                    | Lube - Trentino                      | 3-2 | 22-25, 21-25, 25-18, 25-22, 15-13 |
| 07-03                                    | Top Volley Latina - BluVolley Verona | 2-3 | 22-25, 25-23, 27-25, 20-25, 12-15 |
| -                                        | Powervolley Milano - Padova          | -   | Ej genomförd                      |
| 08-03                                    | Modena - Milano                      | 3-1 | 25-16, 25-18, 23-25, 25-21        |
| 08-03                                    | You Energy - Argos                   | 3-0 | 25-0, 25-0, 25-0                  |
| 04-03                                    | Porto Robur Costa - Callipo          | 3-2 | 25-20, 24-26, 18-25, 25-22, 15-13 |

| Tjugofjärde omgången           |                                 |   |              |
|                                |                                 |   |              |
| Lag som inte spelade: Trentino |                                 |   |              |
| -                              | Sir Safety Perugia - Lube       | - | Ej genomförd |
| -                              | BluVolley Verona - Modena       | - | Ej genomförd |
| -                              | You Energy - Powervolley Milano | - | Ej genomförd |
| -                              | Argos - Milano                  | - | Ej genomförd |
| -                              | Padova - Porto Robur Costa      | - | Ej genomförd |
| -                              | Callipo - Top Volley Latina     | - | Ej genomförd |

| Tjugofemte omgången                    |                                        |     |                     |
|                                        |                                        |     |                     |
| Lag som inte spelade: BluVolley Verona |                                        |     |                     |
| -                                      | Modena - Sir Safety Perugia            | -   | Ej genomförd        |
| -                                      | Top Volley Latina - Powervolley Milano | -   | Ej genomförd        |
| -                                      | Lube - Padova                          | -   | Ej genomförd        |
| 02-03                                  | Trentino - Argos                       | 3-0 | 25-21, 25-18, 25-17 |
| -                                      | Milano - Callipo                       | -   | Ej genomförd        |
| -                                      | Porto Robur Costa - You Energy         | -   | Ej genomförd        |

| Tjugosjätte omgången                    |                                       |   |              |
|                                         |                                       |   |              |
| Lag som inte spelade: Porto Robur Costa |                                       |   |              |
| -                                       | Sir Safety Perugia - Trentino         | - | Ej genomförd |
| -                                       | Argos - Lube                          | - | Ej genomförd |
| -                                       | Callipo - Modena                      | - | Ej genomförd |
| -                                       | Powervolley Milano - BluVolley Verona | - | Ej genomförd |
| -                                       | Padova - Milano                       | - | Ej genomförd |
| -                                       | You Energy - Top Volley Latina        | - | Ej genomförd |

#### Sluttabell
| Pos. | Lag                              | Pt | G  | V  | P  | VS | FS | Kvot  | VP    | FP    | Kvot  |
| ---- | -------------------------------- | -- | -- | -- | -- | -- | -- | ----- | ----- | ----- | ----- |
| 1.   | AS Volley Lube                   | 53 | 20 | 18 | 2  | 57 | 16 | 3,563 | 1 746 | 1 483 | 1,177 |
| 2.   | Modena Volley                    | 52 | 21 | 17 | 4  | 55 | 19 | 2,895 | 1 795 | 1 552 | 1,157 |
| 3.   | Sir Safety Perugia               | 51 | 20 | 18 | 2  | 55 | 20 | 2,750 | 1 785 | 1 576 | 1,133 |
| 4.   | Trentino Volley                  | 45 | 21 | 15 | 6  | 53 | 30 | 1,767 | 1 937 | 1 829 | 1,059 |
| 5.   | Powervolley Milano               | 36 | 19 | 12 | 7  | 40 | 29 | 1,379 | 1 606 | 1 529 | 1,050 |
| 6.   | Grupp Sportivo Porto Robur Costa | 26 | 21 | 9  | 12 | 34 | 46 | 0,739 | 1 739 | 1 817 | 0,957 |
| 7.   | Pallavolo Padova                 | 25 | 19 | 8  | 11 | 33 | 40 | 0,825 | 1 617 | 1 676 | 0,965 |
| 8.   | BluVolley Verona                 | 24 | 20 | 8  | 12 | 33 | 45 | 0,733 | 1 675 | 1 752 | 0,956 |
| 9.   | Volley Milano                    | 23 | 20 | 7  | 13 | 33 | 46 | 0,717 | 1 718 | 1 785 | 0,962 |
| 10.  | You Energy Volley                | 21 | 20 | 8  | 12 | 33 | 47 | 0,702 | 1 767 | 1 780 | 0,993 |
| 11.  | Top Volley Latina                | 16 | 20 | 5  | 15 | 31 | 51 | 0,608 | 1 790 | 1 899 | 0,943 |
| 12.  | Callipo Sport                    | 16 | 20 | 5  | 15 | 28 | 50 | 0,560 | 1 690 | 1 812 | 0,933 |
| 13.  | Argos Volley (-3)                | 2  | 21 | 1  | 20 | 14 | 60 | 0,233 | 1 412 | 1 787 | 0,790 |

Argos Volley dömdes till 3 poängs poängavdrag.

## Resultat för deltagande i andra turneringar
| Lag                | Turnering                      |
| ------------------ | ------------------------------ |
| AS Volley Lube     | CEV Champions League 2020/2021 |
| Modena Volley      | CEV Champions League 2020/2021 |
| Sir Safety Perugia | CEV Champions League 2020/2021 |
| Trentino Volley    | CEV Champions League 2020/2021 |
| Powervolley Milano | CEV Challenge Cup 2020/2021    |

## Statistik
| Vunna poäng | Vunna poäng          | Vunna poäng | Vunna poäng                      |
| Pos.        | Namn                 | Poäng       | Lag                              |
| ----------- | -------------------- | ----------- | -------------------------------- |
| 1           | Nimir Abdel-Aziz     | 458         | Powervolley Milano               |
| 2           | Stéphen Boyer        | 384         | BluVolley Verona                 |
| 3           | Jean Patry           | 375         | Top Volley Latina                |
| 4           | Fernando Hernández   | 368         | Pallavolo Padova                 |
| 5           | Wilfredo León        | 361         | Sir Safety Perugia               |
| 6           | Bartosz Kurek        | 358         | Volley Milano                    |
| 7           | Ivan Zaytsev         | 334         | Modena Volley                    |
| 8           | Dick Kooy            | 324         | You Energy Volley                |
| 9           | Sharone Vernon-Evans | 309         | Grupp Sportivo Porto Robur Costa |
| 10          | Luca Vettori         | 306         | Trentino Volley                  |

| Vunna attacker | Vunna attacker       | Vunna attacker | Vunna attacker                   |
| Pos.           | Namn                 | Poäng          | Lag                              |
| -------------- | -------------------- | -------------- | -------------------------------- |
| 1              | Nimir Abdel-Aziz     | 375            | Powervolley Milano               |
| 2              | Stéphen Boyer        | 330            | BluVolley Verona                 |
| 2              | Jean Patry           | 330            | Top Volley Latina                |
| 4              | Fernando Hernández   | 324            | Pallavolo Padova                 |
| 5              | Bartosz Kurek        | 312            | Volley Milano                    |
| 6              | Wilfredo León        | 291            | Sir Safety Perugia               |
| 7              | Ivan Zaytsev         | 274            | Modena Volley                    |
| 7              | Dick Kooy            | 274            | You Energy Volley                |
| 9              | Sharone Vernon-Evans | 261            | Grupp Sportivo Porto Robur Costa |
| 10             | Luca Vettori         | 260            | Trentino Volley                  |

| Vunna block | Vunna block       | Vunna block | Vunna block                      |
| Pos.        | Namn              | Poäng       | Lag                              |
| ----------- | ----------------- | ----------- | -------------------------------- |
| 1           | Srećko Lisinac    | 56          | Trentino Volley                  |
| 2           | Alberto Polo      | 44          | Pallavolo Padova                 |
| 3           | Aleks Grozdanov   | 43          | Grupp Sportivo Porto Robur Costa |
| 4           | Sebastián Solé    | 42          | BluVolley Verona                 |
| 4           | Lorenzo Cortesia  | 42          | Grupp Sportivo Porto Robur Costa |
| 6           | Robertlandy Simón | 38          | AS Volley Lube                   |
| 6           | Dragan Stanković  | 38          | You Energy Volley                |
| 8           | Roberto Russo     | 37          | Sir Safety Perugia               |
| 8           | Edoardo Caneschi  | 37          | Argos Volley                     |
| 8           | Petar Krsmanović  | 37          | You Energy Volley                |
| 8           | Stefano Mengozzi  | 37          | Callipo Sport                    |

| Serveess | Serveess                | Serveess | Serveess                         |
| Pos.     | Namn                    | Poäng    | Lag                              |
| -------- | ----------------------- | -------- | -------------------------------- |
| 1        | Nimir Abdel-Aziz        | 54       | Powervolley Milano               |
| 2        | Wilfredo León           | 50       | Sir Safety Perugia               |
| 3        | Matthew Anderson        | 36       | Modena Volley                    |
| 3        | Ivan Zaytsev            | 36       | Modena Volley                    |
| 5        | Bartosz Bednorz         | 35       | Modena Volley                    |
| 6        | Yacine Louati           | 32       | Volley Milano                    |
| 7        | Arthur Szwarc           | 31       | Top Volley Latina                |
| 8        | Yūki Ishikawa           | 29       | Pallavolo Padova                 |
| 8        | Sharone Vernon-Evans    | 29       | Grupp Sportivo Porto Robur Costa |
| 10       | Gabriele Nelli          | 26       | You Energy Volley                |
| 10       | Aleksandar Atanasijević | 26       | Sir Safety Perugia               |
| 10       | Aboubacar Neto          | 26       | Callipo Sport                    |
| 10       | Thijs ter Horst         | 26       | Grupp Sportivo Porto Robur Costa |
| 10       | Dick Kooy               | 26       | You Energy Volley                |
| 10       | Donovan Džavoronok      | 26       | Volley Milano                    |

| Perfekta mottagningar | Perfekta mottagningar | Perfekta mottagningar | Perfekta mottagningar            |
| Pos.                  | Namn                  | Prf.                  | Lag                              |
| --------------------- | --------------------- | --------------------- | -------------------------------- |
| 1                     | Daniele Lavia         | 175                   | Grupp Sportivo Porto Robur Costa |
| 2                     | Santiago Danani       | 141                   | Pallavolo Padova                 |
| 3                     | Jenia Grebennikov     | 138                   | Trentino Volley                  |
| 4                     | Jani Kovačič          | 133                   | Grupp Sportivo Porto Robur Costa |
| 5                     | João Rafael Ferreira  | 125                   | Argos Volley                     |
| 6                     | Alexander Berger      | 124                   | You Energy Volley                |
| 7                     | Trévor Clévenot       | 119                   | Powervolley Milano               |
| 8                     | Wilfredo León         | 116                   | Sir Safety Perugia               |
| 9                     | Garrett Muagututia    | 115                   | BluVolley Verona                 |
| 10                    | Bartosz Bednorz       | 109                   | Modena Volley                    |
| 10                    | Domenico Cavaccini    | 109                   | Top Volley Latina                |